# 2985 Shakespeare
Shakespeare (asteroide 2985) é um asteroide da cintura principal, a 2,7254728 UA. Possui uma excentricidade de 0,0427562 e um período orbital de 1 754,79 dias (4,81 anos).
Shakespeare tem uma velocidade orbital média de 17,65156111 km/s e uma inclinação de 2,65663º.
Este asteroide foi descoberto em 12 de Outubro de 1983 por Edward Bowell.
Seu nome é uma homenagem ao escritor e dramaturgo inglês William Shakespeare.